# Tete
 Ovo je glavno značenje pojma Tete. Za istoimenu pokrajinu pogledajte Tete (pokrajina u Mozambiku).
Tete je glavni grad istoimene mozambičke pokrajine. Smješten je na Zambeziju, na obje obale rijeke. U gradu se nalazi jedan od samo tri mosta preko Zambezija u cijeloj zemlji, podignut 1973. godine. Bio je centar trgovine naroda Svahili prije portugalskog kolonijalnog razdoblja, Tete nastavlja dominirati zapadno-središnjim dijelom zemlje i regije, te je najveći grad na Zambeziju. Tete je riječ za "trsku" na svahiliju. S početkom 21. stoljeća grad je doživio veliki priljev ljudi iz svih krajeva svijeta, što je rezultat rastuće industrije ugljena.
Dvije zračne luke nalaze se u blizini Tetea, kao i rudarski grad Moatize.
Tete je 2007. imao 155.870 stanovnika.